# Sistem de antiblocare a roților
Sistemul ABS (engleză anti-lock braking system sau germană Antiblockiersystem) este un sistem pentru vehicule motorizate ce previne blocarea roților în timpul frânării. Aceasta prezintă două avantaje: permite șoferului să păstreze controlul direcției în timpul frânării și scurtează distanța de frânare.

## Istoric
Compania germană Robert Bosch GmbH (cunoscută, mai popular, drept Bosch) a dezvoltat tehnologia ABS în 1936, dar primele automobile de serie care să folosească sistemul electronic Bosch au fost disponibile în 1978. Au apărut prima dată pentru camioane și limuzine germane Mercedes-Benz. Ulterior sistemele au fost portate și pentru motociclete.
Inițial, sistemele ABS au fost dezvoltate pentru aeronave. Unul din primele sisteme a fost Maxaret al companiei Dunlop, prezentat în anii 1950, și încă în uz pe unele modele de aeronave. Acesta a fost un sistem complet mecanic. A fost utilizat și pe automobile în anii 1960 (mașina de curse Ferguson P99, Jensen FF și mașina experimentală Ford Zodiac cu tracțiune integrală) dar pentru automobile s-a dovedit scump și nu a fost în totalitate sigur în utilizare. Un sistem complet mecanic, construit și vândut de Lucas Girling, a fost echipat din fabrică pe Ford Fiesta generația a 3-a. S-a numit Stop Control System (sistemul de control al opririi).

## Funcționare

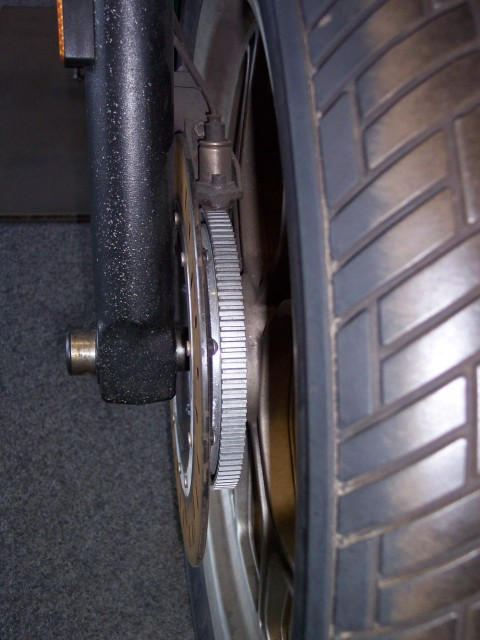
Sistemul ABS al unei motociclete BMW K75

Un sistem ABS tipic e compus dintr-o unitate centrală electronică, patru traductoare de viteză (unul pentru fiecare roată) și două sau mai multe valve hidraulice pe circuitul de frânare. Unitatea electronică monitorizează constant viteza de rotație a fiecărei roți. Când detectează că una din roți se rotește mai încet decât celelalte (o condiție ce o va aduce în starea de blocare), mișcă valvele pentru a scădea presiunea în circuitul de frânare, reducând forța de frânare pe roata respectivă.
Acest proces se realizează foarte rapid, de mai multe ori pe secundă (se poate ajunge până la 40 de cicluri pe secundă), și se traduce printr-o pulsație a pedalei de frână. Atâta timp cât sistemul poate elibera presiunea, trebuie să fie în egală măsură capabil să furnizeze alta prin intermediul pompei electrice din componența sa.
În ultimii ani, senzorii inductivi (alcătuiți dintr-un magnet permanent și o bobină) au fost înlocuiți cu senzori activi, iar în locul butucului crenelat se folosesc inele magnetice integrate în rulmenții roților. Senzorii activi sunt alcătuiți din placute semiconductoare care, atunci când sunt parcurse de curent, generează o tensiune Hall (de aceea senzorii activi se mai numesc și senzori Hall). Această soluție prezintă avantajul de a “citi” viteze mici (senzorii inductivi nu pot funcționa la viteze mai mici de 2,5 km/h) și are o mai mică sensibilitate la câmpurile magnetice externe.
Un alt element component al unui sistem ABS este întrerupătorul de frână. Acesta se găsește la blocul pedalier. El “lucrează” ca un contact normal deschis, funcția principală fiind aprinderea lămpilor de frână. Funcționarea este folosită în același timp și pentru transmiterea semnalului la calculatorul ABS. Fără aceste semnale, poate fi posibil, de exemplu, ca unitatea de control să interpreteze decelerația unei roți, ca urmare a unei denivelări a drumului, drept o manevră de frânare.

## Eficiență
Pe suprafetele cu aderență mare, uscate sau ude, majoritatea mașinilor echipate cu ABS obțin distanțe de frânare mai bune (mai scurte) decât cele fără ABS. Un șofer cu abilități medii pe o mașină fără ABS ar putea, printr-o frânare cadențată, să atingă performanțele unui șofer începător pe o mașină cu ABS. Totuși, pentru un număr semnificativ de șoferi, ABS îmbunătățește distanțele de frânare în varii condiții. Tehnica recomandată pentru șoferi într-o mașină echipată cu ABS, într-o situație de urgență, este să se apese pedala de frână până la fund și să se ocolească eventualele obstacole. În asemenea situații, ABS va reduce semnificativ șansele unui derapaj și pierderea controlului, mai ales cu mașinile grele.
Pe zăpadă și macadam, ABS-ul mărește distanțele de frânare. Pe aceste suprafețe, roțile blocate s-ar adânci și ar opri automobilul mai repede, dar ABS-ul previne acest lucru. Unele modele de ABS reduc acest efect mărind timpul de ciclare, lăsând astfel roțile să se blocheze în mod repetat, pentru perioade scurte de timp. Avantajul ABS-ului pe aceste suprafețe este îmbunătățirea controlului mașinii, și nu frânarea, deși pierderea controlului pe astfel de suprafețe rămâne totuși posibilă.
Odată activat, ABS-ul va face ca pedala să pulseze. Unii șoferi, simțind acest efect, reduc apăsarea pe pedală și astfel măresc distanța de frânare. Aceasta contribuie la mărirea numărului de accidente. Din acest motiv unii constructori au implementat sisteme de asistență la frânare ce mențin forța de frânare în situații de urgență.

## Controlul tracțiunii
Echipamentul ABS poate fi folosit și pentru a implementa controlul tracțiunii la accelerarea unui autovehicul. Dacă, la accelerare, cauciucul pierde aderența solului, ABS-ul poate detecta situația și poate aplica frânele pentru a reduce accelerarea pentru recăpătarea aderenței.
Constructorii vând de obicei aceasta ca pe o opțiune separată, chiar dacă infrastructura controlului tracțiunii este în mare parte împărțită cu cea a ABS-ului. Versiuni mai sofisticate pot controla accelerația și frâna simultan, rezultând ceea ce Continental Teves și Bosch numesc Electronic Stability Control, respectiv Electronic Stability Program.